# Шанава, Люка
Люка́ Шанава́ (фр. Lucas Chanavat; род. 17 декабря 1994, Ле Гран Борнан) — французский лыжник, призёр и победитель этапов Кубка мира, чемпион мира среди юниоров 2016 года в спринте.

## Биография
Люка Шанава дебютировал в Кубке мира 13 декабря 2015 года в швейцарском Давосе, в спринтерской гонке. В своей первой гонке француз занял высокое, для первого старта, 16 место и закрепился в основной команде Франции. По ходу своего дебютного сезона в Кубке мира Шанава принял участие в Чемпионате мира среди юниоров-2016 в румынском Рышнове, где победил в спринтерской гонке коньковым стилем.
Первый заметный успех в Кубке мира пришел к спортсмену в командном спринте на репетиции олимпийской трассы в южнокорейском, в Пхёнчхан феврале 2017 года. Совместно с товарищем по сборной Франции Батистом Гро они заняли второе место. Участвовал молодой лыжник и в Чемпионате мира по лыжным видам спорта 2017 года в Лахти, Финляндия, где с личном спринте показал четырнадцатый результат, а в командном — одиннадцатый.
30 декабря 2017 года в швейцарском Ленцерхайде, на этапе супермногодневки Тур де Ски Люка Шанава впервые завоевал призовое место — третье в спринте коньком. Постепенно количество призовых мест увеличилось и этот успех позволил попасть Шанава в состав сборной Франции на Олимпийские игры-2018 в Пхёнчхан.
Шанава специалист в спринтерских гонках коньковым стилем передвижения.